# KK Crvena zvezda
Košarkaški klub Crvena zvezda (serbisk kyrilliska: Кошаркашки клуб Црвена звезда; engelska: Basketball Club Red Star) är en professionell basketklubb i Belgrad, Serbien, som ingår i SD Crvena Zvezda.

## Meriter
- Europeiska cupvinnarcupen: 1
  - Etta (1): 1973/1974
  - Tvåa (2): 1971/1972, 1974/1975

- Korać Cup:
  - Tvåa (2): 1983-84, 1997-98

- Nationella mästare: 18
  - 1946, 1947, 1948, 1949, 1950, 1951, 1952, 1953, 1954, 1955, 1969, 1972, 1993, 1994, 1998, 2015, 2016, 2017

- Nationella cupmästare: 9
  - 1971, 1973, 1975, 2004, 2006, 2013, 2014, 2015, 2017